# Ученики ремесленников Дерри

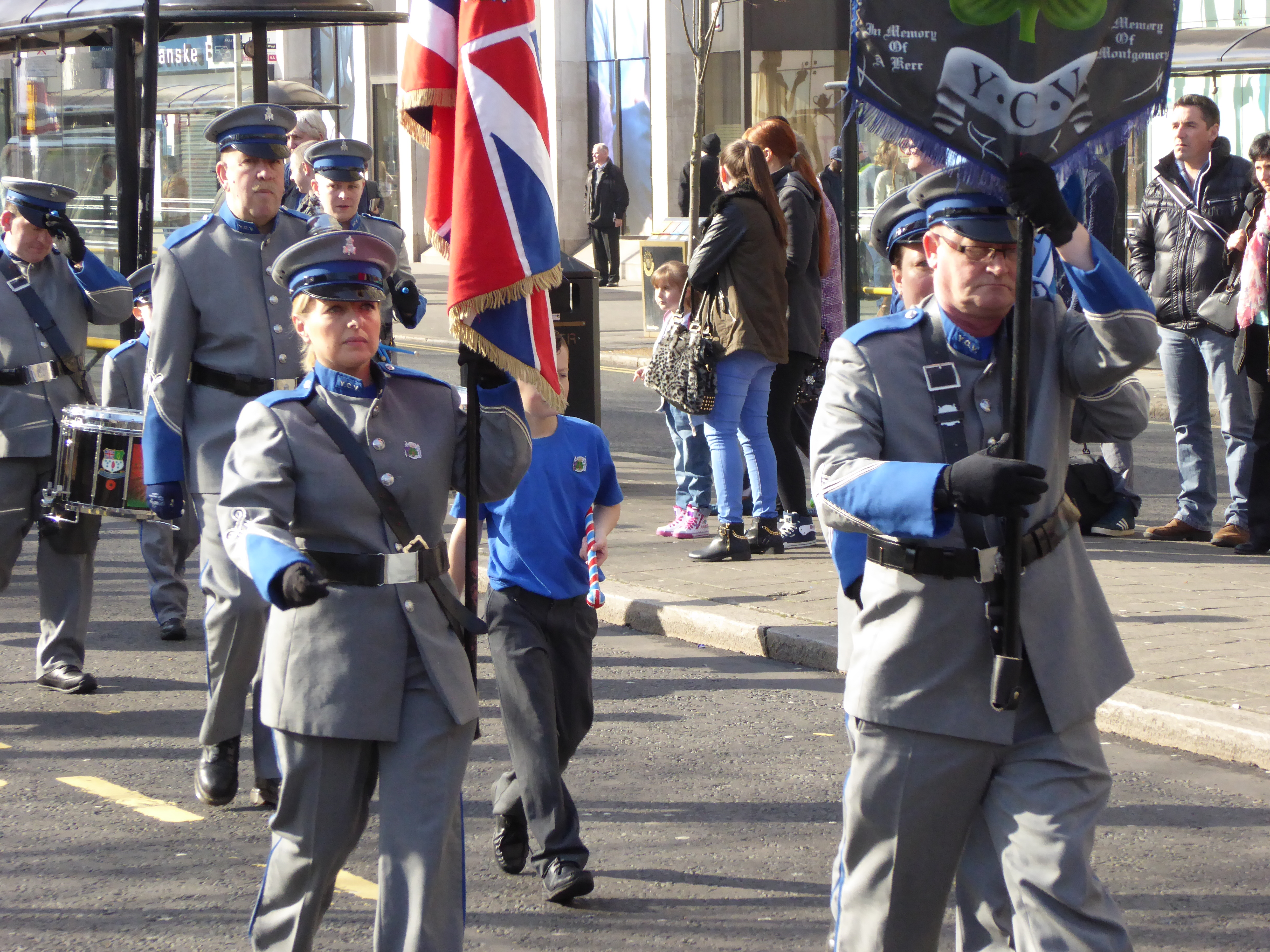
Марш организации в Белфасте в апреле 2015 г.

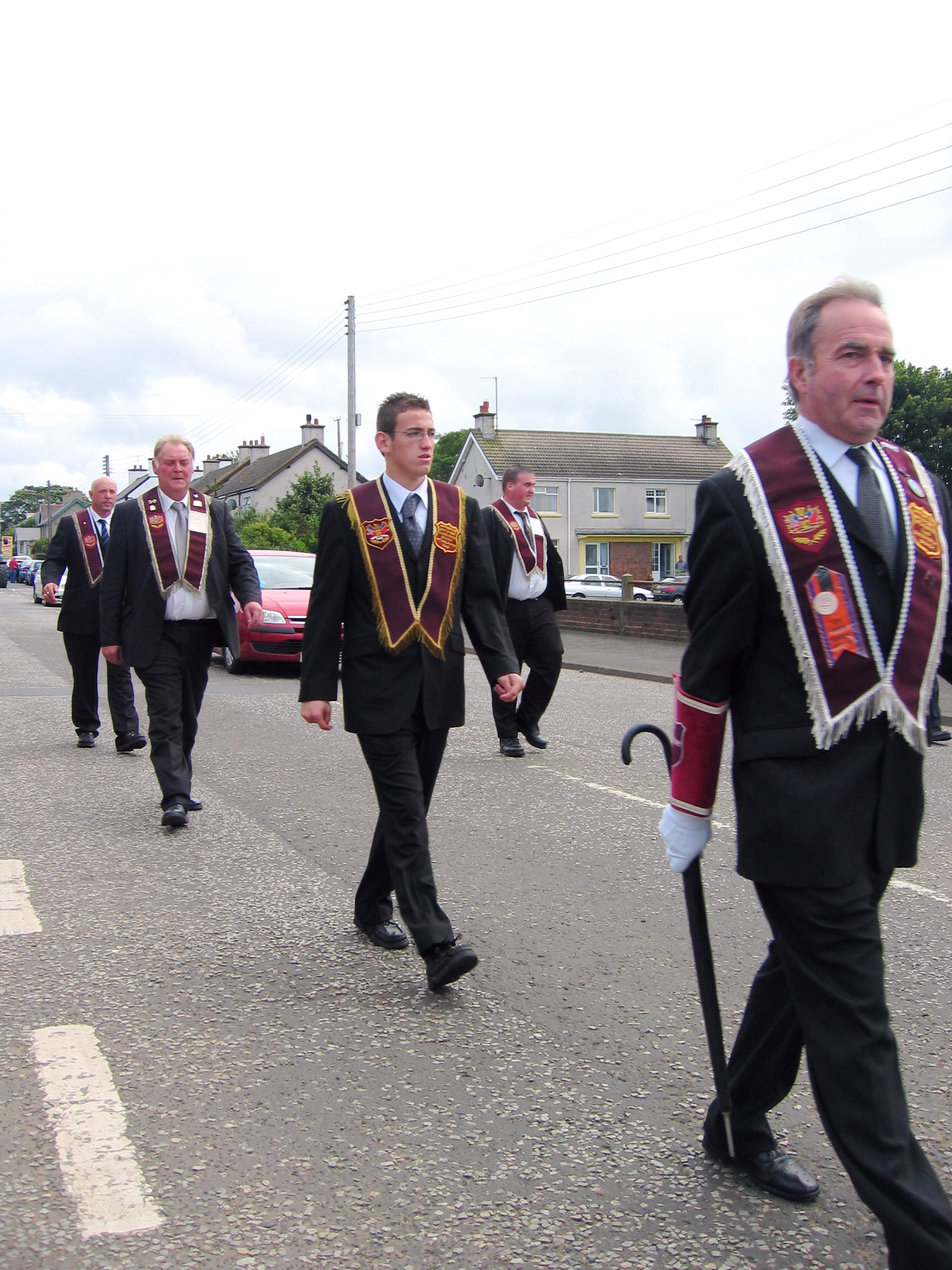
Парад Учеников ремесленников в Бушмилсе

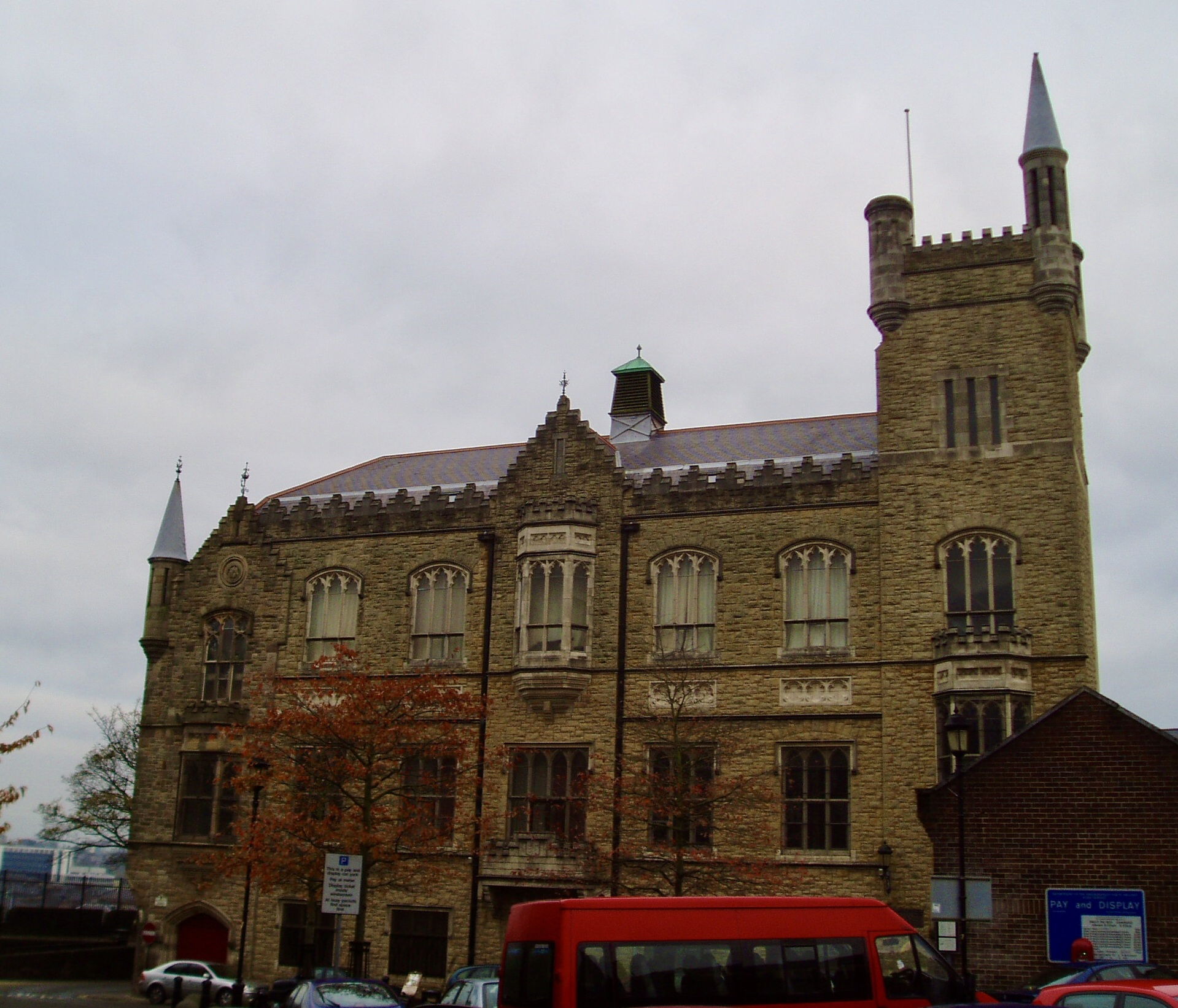
Мемориальный зал на улице Общества

Ученики ремесленников Дерри (англ. Apprentice Boys of Derry) — протестантская организация, насчитывающая свыше 10 000 членов по всему миру , существующая в городе Дерри в Северной Ирландии с 1814 г.
Она называется так в честь тринадцати юных учеников ремесленников, захлопнувших ворота города перед войсками Якова II 7 декабря 1688 года во время вильямитской войны,  после чего началась осада Дерри.
Организация проводит в ноябре и в августе каждого года парады, которыми отмечается годовщины двух событий: закрытия ворот города 7 декабря 1688 года и освобождения от осады в августе следующего года.
Оба события отмечались уже в XVII и XVIII веках. Например, в 1788 году столетие закрытия ворот (совпавшее со столетием Славной революции) было отмечено сожжением чучела полковника Роберта Ланди, военного губернатора города, утверждавшего, что город защитить невозможно, и ставшего местным эквивалентом Гая Фокса, предателя.
Однако организация была создана только в 1814-м году, во время движения за эмансипацию католиков (предоставление им равных прав).
Сейчас «Ученики ремесленников Дерри» делятся на восемь клубов, старейший из которых — клуб под названием «Не сдаемся».
Марши «Учеников ремесленников Дерри» нередко сопровождались ранее массовыми драками протестантов с католиками, но в настоящее время проходят довольно мирно.